# Кленовица
Кленовица — река в России, протекает в Даровском районе Кировской области. Устье реки находится в 133 км по правому берегу реки Моломы. Длина реки составляет 35 км, площадь водосборного бассейна 138 км².
Исток реки находится на Северных Увалах восточнее деревни Жениховы (Вонданское сельское поселение) в 27 км к северу от посёлка Даровской. Река течёт на северо-восток, юго-восток и вновь на северо-восток по ненаселённой местности, притоки — Греметок (левый), Становая (правый). Впадает в боковую старицу Моломы ниже посёлка Ивановка (Кобрское сельское поселение).

## Данные водного реестра
По данным государственного водного реестра России относится к Камскому бассейновому округу, водохозяйственный участок реки — Вятка от города Киров до города Котельнич, речной подбассейн реки — Вятка. Речной бассейн реки — Кама.
Код объекта в государственном водном реестре — 10010300312111100035775.